# Nordsternbund
Der Nordsternbund, auch Polarsternbund war eine literarische Gruppe im Berlin des frühen 19. Jahrhunderts, die von Varnhagen von Ense und Adelbert von Chamisso initiiert wurde und der unter anderem die Romantiker Rosa Maria Assing, August Ferdinand Bernhardi,  Friedrich de la Motte Fouqué, Julius Eduard Hitzig, Heinrich Julius Klaproth, David Ferdinand Koreff, Wilhelm Neumann, Ludwig Robert und Franz Theremin angehörten.
Die Gruppe entstand aus Anlass der literaturgeschichtlichen Vorlesungen von August Wilhelm Schlegel „Über schöne Literatur und Kunst“ und traf sich hauptsächlich im Jahre 1803. Die Protagonisten aus Varnhagens und Chamissos Freundeskreis hatten sich zum Teil bei geselligen Abenden im Haus der Philippine Cohen kennengelernt. Später kam es auch zu Zusammenkünften in Schloss Nennhausen beim Ehepaar Caroline und Friedrich de la Motte Fouqué.
Der Name spielt möglicherweise auf die philosophische Terminologie Franz von Baaders an. In einem Brief Varnhagens an Chamissos Freund Louis de La Foye vom April 1806 heißt er „Orden vom Polarstern“; Chamisso schrieb demselben am 5. April 1805, er möge „mit bitteren Tränen im funkelnden Auge schauen können am ‚heiteren Himmel zu dem des Nordes Stern‘“, was möglicherweise als politische Anspielung auf die Rolle des noch weitgehend autonomen Norden Deutschlands während der napoleonischen Diktatur in Deutschland zu verstehen ist.
Ein einheitliches literarisches, stilistisches oder epochenbezogenes Kriterium ist nicht auszumachen; vielmehr war Vielfalt das Programm. Der Theologiestudent August Neander formulierte es so: „Verschieden können und müssen die Bestrebungen der Glieder des Bundes im Einzelnen sein, damit durch die Mannigfaltigkeit selbst sich die Einheit verkünde.“
Als Organ der Gruppe erschien von 1804 bis 1806 der von Chamisso und Varnhagen herausgegebene sogenannte Grüne Almanach (drei Jahrgänge, eigentlich: Musen-Almanach auf das Jahr...). Weitere Erzeugnisse aus dem Umkreis des Nordsternbundes sind eine anonyme Sammlung polemischer Schriften gegen Garlieb Merkel (Paradiesgärtlein für Garlieb Merkel, 1806), die von Neumann und Varnhagen veranstaltete Anthologie Erzählungen und Spiele (1807) sowie der Kollektivroman Die Versuche und Hindernisse Karls. Eine deutsche Geschichte aus neuerer Zeit (1807–1809), an dem Bernhardi, Fouqué, Neumann, Varnhagen und (mit einem zu spät eingereichten Beitrag) Chamisso beteiligt waren. Über den ersten Band, der Parodien auf damals bekannte Autoren wie Jean Paul und Johann Heinrich Voss enthielt und die Gestalt des Wilhelm Meister aus Goethes bekanntem Werk auftreten lässt, kam dieser Roman jedoch nicht hinaus.
Das Bundeszeichen τ.τ.π.α. (τò τоῦ πόλου ἂστρον) ist handschriftlich unter den Briefen aller Mitglieder, als Siegelabdruck und in Widmungen oder Besitzvermerken ihrer Bücher zu finden.
Der Gebrauch der Siegelringe und das Bundeszeichen gehen auf Koreff zurück (Frühjahr 1804), der den anderen Mitgliedern die Ringe schenkte. Ihr Gebrauch sollte die Bundesbrüder während der bevorstehenden studien- und kriegsbedingten Trennung an den Zusammenhalt der Gruppe erinnern.